# Desideratum
Desideratum je osmi studijski album britanskog ekstremnog metal sastava Anaal Nathrakh. Album je 24. listopada 2014. godine objavila diskografska kuća Metal Blade Records.

## Popis pjesama
| 1.    | »Acheronta Movebimus« (instrumental)           | 3:29 |
| 2.    | »Unleash«                                      | 3:41 |
| 3.    | »Monstrum in Animo«                            | 4:01 |
| 4.    | »The One Thing Needful«                        | 3:51 |
| 5.    | »A Firm Foundation of Unyielding Despair«      | 3:37 |
| 6.    | »Desideratum«                                  | 3:58 |
| 7.    | »Idol«                                         | 3:36 |
| 8.    | »Sub Specie Aeterni (Of Maggots and Humanity)« | 3:16 |
| 9.    | »The Joystream«                                | 4:23 |
| 10.   | »Rage and Red«                                 | 3:29 |
| 11.   | »Ita Mori«                                     | 3:41 |
| 41:02 |                                                |      |

## Recenzije
James Christopher Monger, glazbeni kritičar sa stranice AllMusic, komentirao je: "Na Desideratumu, osmom studijskom LP-u veteranske ekstremne metal skupine [...], ovi glasni [momci] nude još jedan set black metal/grindcore/industrial/kemijskih thrash pjesama od kojih se topi lice i koji je jednako jedak koliko je uzbudljiv. Ovog nasljednika kritički prihvaćenog Vanitasa iz 2012. godine producirao je suosnivač i multiinstrumentalist Mick Kenney, bio je snimljen i miksan u Orange Countyju u Kaliforniji u [studiju] Black Flamingo i sadrži deset neumorno jezivih skladbi, među kojima se nalaze "A Firm Foundation of Unyielding Despair", "Sub Specie Aeterni (Of Maggots and Humanity)" i "Acheronta Movebimus."

## Zasluge
| Anaal Nathrakh - Irrumator – bas-gitara, gitara, programiranje, produkcija, inženjer zvuka, miksanje, mastering - V.I.T.R.I.O.L. – vokali | Dodatni glazbenici - Drunk – prateći vokali (na pjesmama 7 i 9) - Gore Tech – elektronika - Kvarforth – vokali (na pjesmi 10) - G Rash – nepoznato - Trevor Friedrich – nepoznato (na pjesmi 11) - M. Garcia – nepoznato (na pjesmi 11) - Sara Fabel – nepoznato (na pjesmi 9) - Chemical Nova – nepoznato |